# Financování zdravotnictví v Česku
Každá oblast zdravotnictví je v Česku financovaná jinak. „Diferenciace zdravotnických subjektů probíhala v ČR prakticky již od roku 1990.“ Rozdělení souvisí s procesem privatizace zdravotnictví, ze státních zařízení se postupně vyčlenily samostatné privátní subjekty. Privatizace se týkala nejen zdravotních služeb, ale zasáhla i oblast majetku, kromě jiného byly tedy privatizovány budovy včetně vybavení.
Velké nemocnice, především fakultní nemocnice, zůstávají zčásti v rukou státu. Několik státních nemocnic se transformovalo do právní formy akciové společnosti s majoritní účastí kraje nebo obce. „V České republice jsou sociální a zdravotně sociální pracovníci v nemocnici zaměstnáváni přímo nemocnicemi. Zaměstnáváni zdravotně sociálních pracovníků v nemocnicích je zcela v rukou managementu.“

## Financování systémem DRG
Financování je založeno na předpokladu, že existuje srovnatelnost nákladů na léčbu pacienta s obdobnými léčebnými nároky na terapii, tedy že náklady na pacienta s danou diagnózou se od sebe nebudou příliš lišit vzhledem k tomu, že léčebné postupy budou přibližně stejné. V Česku se program financování nemocnic pomocí DRG začal zkoušet na podzim roku 1997, kdy VZP připravila tzv. Pilotní projekt DRG - 1. fáze, kterého se za dohodnutých podmínek úhrady účastnilo 19 českých nemocnic (3 velké fakultní a 16 malých nemocnic).

## Praktičtí lékaři
Praktičtí lékaři jsou odměňováni systémem tzv. kombinované kapitačně výkonové platby. Část své odměny dostává ve fixní formě, tj. za každého pojištěnce, kterého má ve své registraci a druhou část tvoří platby za určité výkony. Zdravotní pojišťovna dopředu oznámí soupis hrazených úkonů. Zdravotní péče je praktickým lékařům hrazena tím způsobem, že lékař uzavírá smlouvy se zdravotními pojišťovnami a účtuje jim každý měsíc úhradu za poskytnutou péči. Praktický lékař je povinen poskytnout pomoc či ošetření lidem, kteří u něj registrovaní nejsou.
Zdravotní pojišťovna si nárokuje za každého pojištěnce paušální měsíční poplatek – zdravotní pojištění. Z vlastních prostředků jsou povinni platit zaměstnanci (doplácí zaměstnavatel), podnikatelé (OSVČ) a osoby bez zdanitelných příjmů. Za některé skupiny obyvatel platí pojistné stát. Jedná se o děti, studenty do 26 let, starobní důchodce a osoby s nárokem na sociální dávky.
Plátce zdravotního pojištění se dělí do několika skupin:
- zaměstnanci,
- zaměstnavatelé,
- osoby samostatně výdělečně činné (OSVČ),
- osoby bez zdanitelných příjmů,
- stát.

## Financování ambulantních specialistů
Jedná se o  problémovou oblast, financování neuspokojuje obě strany, lékaře i pojišťovny. Ministerstvo zdravotnictví ČR poskytlo Seznam zdravotních výkonů s bodovými hodnotami a podle něj specialista vykazuje své úkony, sazebník těmto výkonům přiřadil určitý počet bodů. Korunová hodnota jednoho bodu je výsledkem dohodovacího řízení mezi ČLK a zdravotními pojišťovnami.

## Stomatologická péče
Stomatologická péče má vlastní sazebník výkonů ohodnoceno v korunovém vyjádření. Je zde obsažen i seznam nadstandardních materiálů a výrobků, které jsou hrazeny zcela či částečně pacientem.
Úhrada lékařská služba první pomoci je podobná jako u fyzioterapie a homecare, a to pomocí hodnoty bodu v Kč. V devadesátých letech zde byl stanoven maximální strop úhrady, limitování lékařské služby bylo však zrušeno.

## Zdravotnická záchranná služba
Zdravotnická záchranná služba je financována buď paušální sazbou oproti referenčnímu pololetí nebo hodnotou bodu v Kč. Zdravotní doprava je financována pojišťovnami podobným způsobem, jako je tomu u zdravotnické záchranné služby, tzn. paušálem.

## Akutní lůžková péče
U akutní lůžkové péče závisí na druhu zdravotnického zařízení, kde je zdravotní péče poskytovaná, hradí se dvěma způsoby, a to buď:
- paušální sazbou na jednoho ošetřeného pojištěnce v lůžkové péči, ambulanci, dopravě a jiné ústavní péči,
- hodnotou bodu Kč v odborných léčebných ústavech (OLÚ) a léčebnách dlouhodobě nemocných (LDN)

## Regulační poplatky

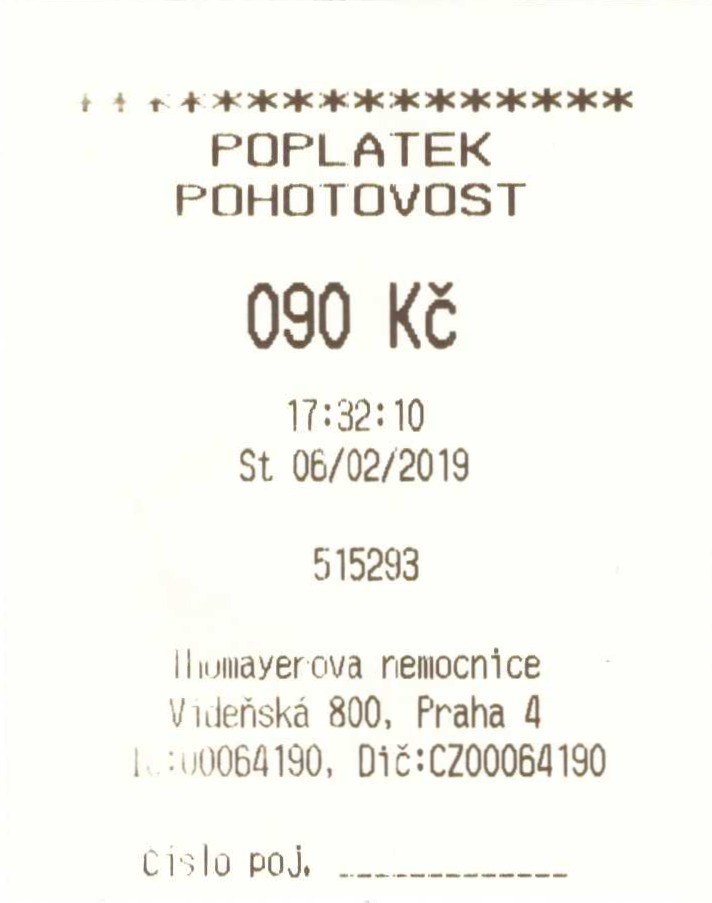
Stvrzenka z platebního automatu o zaplacení regulačního poplatku za využití lékařské pohotovostní služby v areálu Thomayerovy nemocnice v Praze-Krči

Regulační poplatky byly v ČR zavedeny od 1. ledna 2008, upravuje je zákon č. 48/1997 Sb., o veřejném zdravotním pojištění a o změně a doplnění některých souvisejících zákonů, v platném znění. Od 1. ledna 2014 pojištěnci neplatí žádný regulační poplatek za ústavní péči. Pojištěnec nebo jeho zákonný zástupce je povinen v souvislosti s poskytováním hrazených služeb hradit poskytovateli, který hrazené služby poskytl, regulační poplatek ve výši 30 Kč za klinické vyšetření u praktického lékaře, praktické lékařství pro děti a dorost, gynekologie a porodnictví, zubního lékaře. Vládní kabinet schválil návrh na zrušení třicetikorunových poplatků v ambulancích a lékárnách od ledna roku 2015. Zůstal jen poplatek 90 Kč na pohotovosti.